# مايرون شرف
مايرون شرف (بالإنجليزية: Myron Sharaf)‏ هو معالج نفسي أمريكي، ولد في 1927 في ميامي في الولايات المتحدة، وتوفي في 13 مايو 1997 في برلين في ألمانيا.